# 比拉尔德桑托斯
比拉尔德桑托斯，是西班牙加利西亚自治区奥伦塞省的一个市镇。总面积21平方公里，总人口986人（2001年），人口密度47人/平方公里。